# Розарій

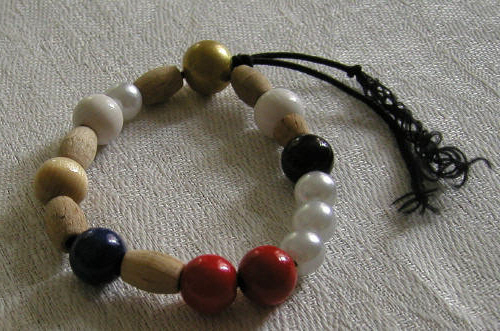
Перли Життя

Роза́рій (лат. rosarium) — традиційні католицькі чотки, а також молитва, що читається за цими чотками. Назва в перекладі з латинської означає «сад з троянд», «розарій» і пов'язана з Дівою Марією Розарію — одним з католицьких титулів Діви Марії.

## Історія
Перші згадки про використання схожих з розарієм молитов із чотками в християнських монастирях відносяться до IX століття. Сучасний вигляд чотки придбали в XIII столітті. Католицька традиція офіційно пов'язує їх появу з явленням Діви Марії святому Домініку в 1214 році. Особливу роль у поширенні молитви Розарію зіграв орден домініканців в XV столітті. Саме з цією молитвою традиція пов'язує перемогу католицької Європи над турками при Лепанто, в пам'ять про яку було встановлено свято Діви Марії — Цариці Розарію (7 жовтня).
До особливої важливості молитви вервиці закликав бл.Бартоло Лонго, який заснував Санктуарій Матері Божої Святого Розарію. Також під час об'явлень Богородиці у Фатімі та Меджугор'є Діва Марія просила про необхідність цієї молитовної практики.

## Опис

Караваджо. «Мадонна із чотками», 1607. Музеї історії мистецтв, Відень

Класичні чотки для Розарію складаються зі зв'язаних в кільце 5 наборів з десяти малих намистин і однієї великої, а також трьох малих, однієї великої намистини і хреста. Існують також інші, менш поширені різновиди.
Молитва розарію, що читається із чотками, являє собою чергування молитов «Отче наш», «Радуйся, Маріє» та «Слава», яким повинні допомагати роздуми про таємниці, які відповідають певним євангельським подіям.
Існують чотири види таємниць:
- Радісні, в яких розмірковує про таємницю Божої любові
  - Благовіщення Пресвятій Діві Марії
  - Відвідини Дівою Марією св.Єлизавети
  - Різдво Ісуса Христа
  - Стрітення Господнє
  - Віднайдення 12-річного Ісуса в Єрусалимському храмі

- Світлі
  - Хрещення Господа Ісуса в Йордані
  - Чудо в Кані Галилейській
  - Проповідування Царства Божого і заклик до навернення
  - Преображення Господнє
  - Установлення Євхаристії

- Скорботні, в яких розмірковує про страждання Ісуса Христа
  - Молитва в Гетсиманському саду
  - Бичування Ісуса Христа
  - Увінчання терновим вінком
  - Хресна дорога
  - Розп'яття і смерть Господа Ісуса на хресті

- Славні, в яких прославляється Христос, через якого і разом з яким християни прагнуть до вічного життя
  - Воскресіння Ісуса Христа
  - Вознесіння Ісуса Христа
  - Зішестя Святого Духа
  - Внебовзяття Діви Марії
  - Коронація Діви Марії

Кожна частина включає в себе по 5 таємниць, таким чином, одне коло Розарію дозволяє поміркувати про одну частину. Повний Розарій, що включає в себе всі 4 частини таємниць, складається таким чином з 4 кіл.

## Порядок читання Молитви Розарію
1. Здійснюється хресне знамення, цілується хрест на чотках і читається вступна молитва Розарію.
2. Береться хрест і читається Апостольський символ віри.
3. Береться перша намистинка і читається Отче наш.
4. На трьох наступних — тричі Радуйся, Маріє. Після цього — Слава. Ці молитви складають вступ Розарію.
5. Після цього оголошується назва виду таємниць і першої таємниці. На великій намистинці читається Отче наш, на маленьких десяти — Радуйся, Маріє. В кінці кожної таємниці вимовляється Слава і короткі молитовні вигуки, наприклад Фатімська молитва.
6. По закінченні молитви за Розарієм читаються заключні молитви.

Порядок читання Розарію з ходом часу суттєво не змінювався, за одним винятком — у 2002 папа Іван Павло II додав (точніше, «рекомендував» не в обов'язковому порядку) світлі таємниці до трьох історично існуючих: радісних, скорботних і славних.

## Однодекадні розарії

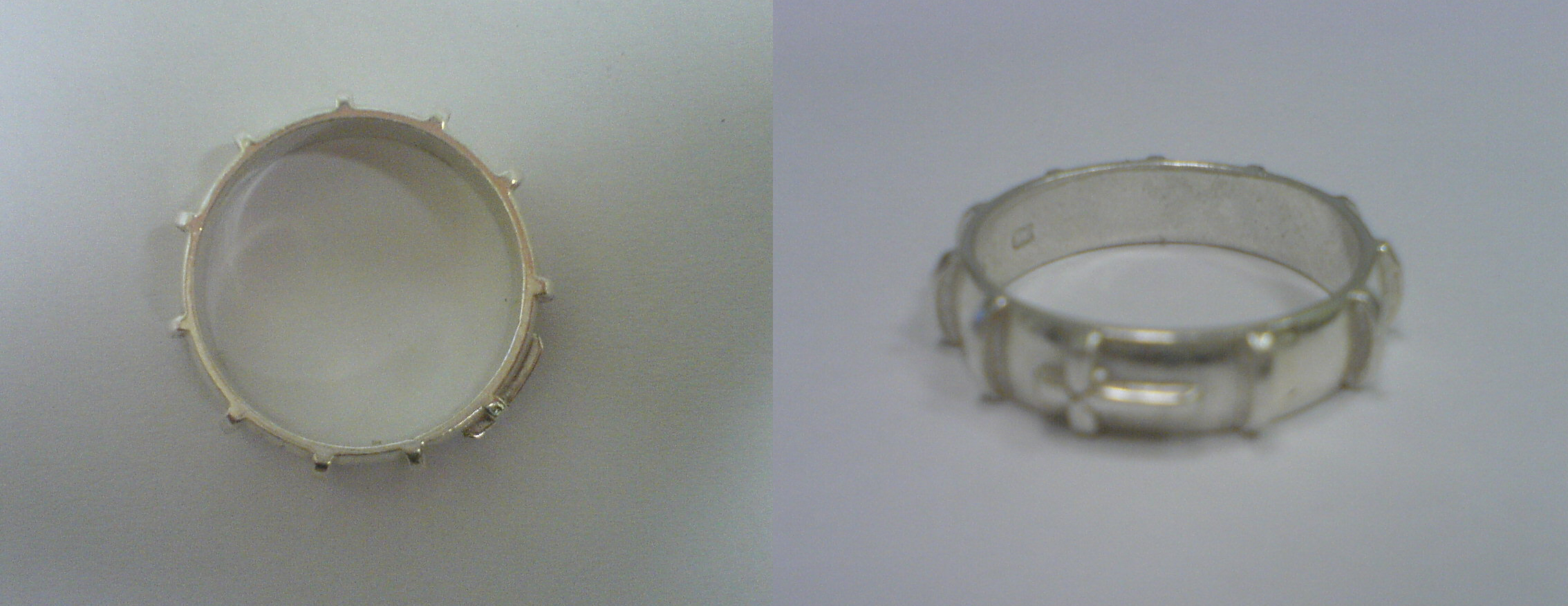
Срібне кільце-розарій

За часів переслідування католиків в Англії та Ірландії з 1540 по 1731 за носіння католицької атрибутики можна було отримати серйозне покарання. Внаслідок цього з'являлися компактні, приховані форми розаріїв, такі як ірландський розарій і кільце-розарій для прихованого носіння.
Кільця-розарії також називалися солдатськими, тому що їх часто брали з собою на битву солдати. Цей тип являє собою кільце з десятьма відмітками та хрестом, що означає одну декаду розарію. Подібне кільце носиться, як правило, на вказівному пальці правої руки і під час використання найчастіше поміщається на другу фалангу пальця для забезпечення вільного обертання кільця. Також зустрічаються кільця-розарії, складені з двох частин — власне кільця та рухомої шини з відмітками та хрестом. Кільця такої конструкції зручніші в застосуванні і не вимагають зняття з першої фаланги при використанні.
Особливе кільце-розарій вживалося також басками.

## Віночки
Чотки розарію також використовуються вірянами для читання так званих віночків — особливих молитов, які читають в певній послідовності.

## У православ'ї

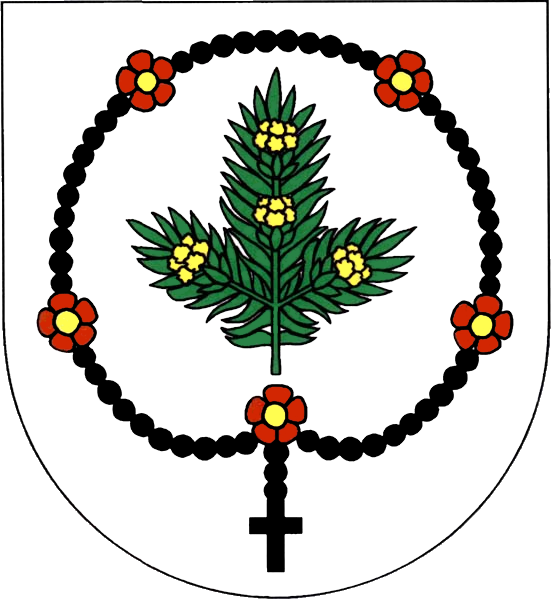
Розарій на гербі селища Мнішек

Православним (старечим) аналогом молитви розарію з'явилася так звана старообрядницька лестівка (Ліствиця). Одним з найбільших шанувальників практики Ліствиця був старець-самітник св. Серафим Саровський.

## У геральдиці
Розарій зображений на гербах іспанського муніципалітету Вільянуева-дель-Росаріо та міста Рота, чеського селища Мнішек (чеськ. Mníšek) тощо.